# Premio Yrjö Jahnsson
El Premio Yrjö Jahnsson es una distinción acordada cada dos años. Después del año 1993 por la Fundación Yrjö Jahnsson y la Asociación Europea de Economía (EEA), que homenajea a un economista de menos de 45 años por una contribución significativa en cuanto a investigación teórica y aplicada, preferentemente vinculada con la economía en Europa y con el intercambio entre estudiantes, investigadores, y profesores.
El comité de selección, presidido por el presidente de la EEA, está compuesto por cinco miembros, entre los cuales cuatro son nombrados por la Asociación Económica Europea y el restante por la Fundación Yrjö Jahnsson. Este comité de selección consulta individualmente a todos los becarios de la EEA y utiliza sus respuestas junto a su propio criterio, a efectos de conformar una lista restringida de candidatos, entre los cuales luego se elige al premiado.

## Lista de galardonados con este Premio
La presente lista ha sido verificada con los registros de la "European Economic Association"y de la "Yrjö Jahnsson Foundation".
- 1993 Jean-Jacques Laffont y Jean Tirole.
- 1995 Richard Blundell.
- 1997 Torsten Persson.[3]
- 1999 Nobuhiro Kiyotaki y John Moore.
- 2001 Philippe Aghion y Guido Tabellini.
- 2003 Mathias Dewatripont.
- 2005 Tim Besley y Jordi Galí.
- 2007 Gilles Saint-Paul.
- 2009 John van Reenen y Fabrizio Zilibotti.
- 2011 Armin Falk.
- 2013 Helene Rey y Thomas Piketty.
- 2015 Botond Koszegi
- 2017 Ran Spiegler y 	 Michèle Tertilt.
- 2019 Oriana Bandiera y Imran Rasul.